# Lockersyrosem
Der Lockersyrosem (Zusammensetzung aus "locker" und "Syrosem" (russ.: rohe Erde); kurz OL) ist ein Rohboden, der am Beginn der Bodenbildung auf Lockermaterialien wie Löss oder Sand steht. Dies unterscheidet ihn vom verwandten Syrosem, dem frühen Entwicklungsstadium auf massiven Ausgangsmaterialien wie Gestein.

## Entstehung und Verbreitung
Sobald sich auf freiliegenden Lockermaterialien eine Vegetationsdecke ausbildet, kommt es zur Bildung von Humus. Auf diese Weise bildet sich an der Oberfläche des Ausgangsmaterials ein humoser Horizont aus. Solange dieser nicht mehr als 2 cm mächtig ist, wird vom Stadium eines Rohbodens (Lockersyrosem) gesprochen. Der Lockersyrosem ist damit das erste Stadium der Bodenbildung auf Lockermaterial.
Wenn der humose Oberboden die zwei Zentimeter überschritten hat, wird ein weiter entwickelter Bodentyp erreicht. Dies vollzieht sich auf nicht gestörten Standorten innerhalb von 1 bis 2 Jahren, so dass der Lockersyrosem nur ein kurzes Übergangsstadium darstellt. Nur auf erosionsanfälligen Standorten liegt er längerfristig oder gar dauerhaft vor.
Sie sind durchaus in Gebirgen in Erosions- oder Akkumulationsgebieten anzutreffen, haben dort aber im Gegensatz zum Syrosem nicht ihren Verbreitungsschwerpunkt. Das häufigste, natürliche Verbreitungsgebiet der Lockersyroseme sind Dünen, im Speziellen der Bereich der Weißdünen. In Deutschland finden sich diese in erster Linie an den Küsten. Bedingt durch die intensive menschliche Nutzung vieler Gebiete kommen Lockersyroseme heute nicht mehr nur auf wenigen Extremstandorten vor, sondern weltweit und breit gestreut. So sind die meisten Lockersyroseme heutzutage ein Produkt der Bodenerosion auf übernutzten Äckern. Darüber hinaus findet man sie auch z. B. auf militärischen Übungsplätzen oder unbefestigten Parkplätzen und Straßen.

## Bodenvergesellschaftung
Liegen in Gebirgen steinige Zonen neben Bereichen mit Lockermaterialien, so kommen in direkter Nachbarschaft zum Lockersyrosem auch Böden der Klasse O/C (Felshumusboden und Skeletthumusboden) sowie Syroseme vor. In Dünen und normalen Äckern, wo nur Lockermaterial anliegt, gibt es keine vergesellschafteten Initialstadien.
Da es sich bei dem Lockermaterial fast immer um Sand handelt, folgt auf den Lockersyrosem meist der Regosol. Sollten durch Erosion oder Sedimentation andere Körnungsgrößen freiliegen, so sind aber auch Übergänge zu anderen Böden möglich, beispielsweise den Pararendzinen auf Löss.

## Horizontierung
Der Lockersyrosem hat nach Deutscher Bodensystematik die Horizontierung Ai/lC:
- Ai: An der Oberfläche befindet sich ein Oberbodenhorizont (A) im Anfangsstadium (i = initial) der Bodenbildung. Er ist meist lückig und sehr flachgründig mit einer Mächtigkeit von maximal 2 cm.
- lC: Unter dem Oberbodenhorizont folgt direkt das lockere (l) Ausgangsmaterial (C). Die chemischen und physikalischen Eigenschaften des Materials können verschieden sein, da eine Unterscheidung nach Substrat im Stadium des Lockersyrosems noch nicht vorgenommen wird.

In der internationalen Bodenklassifikation World Reference Base for Soil Resources (WRB) gehören die meisten Lockersyroseme zu den Referenzbodengruppen Arenosol und Regosol.

## Eigenschaften und Nutzung
Die chemischen und physikalischen Eigenschaften des Oberbodens ähneln noch sehr stark dem Ausgangsmaterial. Bei Sand, der häufig ansteht, liegen geringe Nährstoffgehalte und hohe Sickerraten für Niederschläge vor. Sande aus dem Binnenland sind oft stark ausgewaschen und haben daher niedrige pH-Werte, während der aus Küstendünen sehr hoch ist (Kalk aus Muschelschalen). Die Humusgehalte sind wegen der gerade erst ansetzenden Bodenentwicklung noch sehr gering mit etwa 0,6–2 Gew.%.
Im Gegensatz zum Syrosem, der auf massivem Festgestein liegt, befindet sich der Lockersyrosem auf Materialien, die leicht zu bearbeiten und tief durchwurzelbar sind. Er ist damit z. B. auf erodierten Ackerflächen durchaus kultivierbar. Bei sandigem Substrat müssen aber Nährstoffarmut und Wasserstress durch Wechselfeuchte beachtet werden. Bei Erosion sollten bodenschützende Maßnahmen ergriffen werden.
In erosionsintensiven Regionen, wo Lockersyroseme von Natur aus vorkommen, sind die Zonen wichtig für den Naturschutz und können bzw. sollten nicht genutzt werden. Insbesondere den Dünen kommt im Küstenschutz eine große Bedeutung zu.